# Cmentarz żydowski w Golubiu-Dobrzyniu (ul. Rypińska)
Cmentarz żydowski w Golubiu-Dobrzyniu – znajdował się przy Szosie Rypińskiej, zajmował powierzchnię 2,6 ha. Na skutek dewastacji w czasie wojny i po niej, nie zachowały się żadne nagrobki. Data założenia kirkutu pozostaje nieznana. Na jego terenie powstało osiedle domków jednorodzinnych, tzw. Osiedle Zwycięstwa. Podczas prac budowlanych na tym terenie odnajdywane szczątki były bezczeszczone.